# Campeonato de Primera C 2008-09 (Argentina)
El Campeonato de Primera C 2008-09 fue la septuagésima quinta temporada de la categoría y la vigésimo segunda de esta división como cuarta categoría del fútbol argentino. Fue disputado entre el 2 de agosto de 2008 y el 20 de junio de 2009.
Se incorporaron a la categoría para este torneo Defensores de Cambaceres, descendido de la Primera B, Defensores Unidos, campeón de la Primera D y Berazategui, que ganó la promoción Primera C-Primera D.
El campeón fue Villa San Carlos, que de esta manera obtuvo el único ascenso directo que entregaba el certamen. El ganador del Torneo reducido fue Berazategui, que cayó luego frente a San Telmo en la promoción con un equipo de la Primera B.
Asimismo, el torneo determinó el descenso de Cañuelas, último en la tabla de promedios.

## Ascensos y descensos
| Promedio | Descendidos de la Primera C 2007-08 |
| -------- | ----------------------------------- |
| 19.°     | Dock Sud                            |
| 20.°     | San Martín de Burzaco               |

| Posición  | Ascendidos de la Primera D 2007-08 |
| --------- | ---------------------------------- |
| 1.°       | Defensores Unidos                  |
| Promoción | Berazategui                        |

| Posición | Ascendido a la Primera B 2008-09 |
| -------- | -------------------------------- |
| 1.°      | Colegiales                       |

| Promedio | Descendido de la Primera B 2007-08 |
| -------- | ---------------------------------- |
| 21.º     | Defensores de Cambaceres           |

## Equipos participantes
| Equipo                   | Ciudad            | Estadio                    | Capacidad |
| ------------------------ | ----------------- | -------------------------- | --------- |
| Argentino (M)            | Merlo             | Argentino de Merlo         | 11 000    |
| Argentino (R)            | Rosario           | José Martín Olaeta         | 6800      |
| Barracas Bolívar         | Bolívar           | Municipal de Bolívar       | 4000      |
| Barracas Central         | Buenos Aires      | Barracas Central           | 4400      |
| Berazategui              | Berazategui       | Norman Lee                 | 5500      |
| Cañuelas                 | Cañuelas          | Jorge Alfredo Arín         | 1500      |
| Defensores de Cambaceres | Ensenada          | 12 de Octubre              | 3000      |
| Defensores Unidos        | Zárate            | Gigante de Villa Fox       | 6000      |
| Deportivo Laferrere      | Laferrere         | Ciudad de Laferrere        | 10 000    |
| El Porvenir              | Gerli             | Gildo Francisco Ghersinich | 14 000    |
| Excursionistas           | Buenos Aires      | Excursionistas             | 7200      |
| Fénix                    | Pilar             | Carlos Barraza             | 6000      |
| General Lamadrid         | Buenos Aires      | Enrique Sexto              | 3500      |
| Justo José de Urquiza    | Loma Hermosa      | Ramón Roque Martín         | 2500      |
| Leandro N. Alem          | General Rodríguez | Leandro N. Alem            | 4000      |
| Luján                    | Luján             | Municipal de Luján         | 2000      |
| Sacachispas              | Buenos Aires      | Roberto Larrosa            | 4000      |
| San Miguel               | Los Polvorines    | Malvinas Argentinas        | 11 000    |
| Villa Dálmine            | Campana           | Coliseo de Mitre y Puccini | 12 000    |
| Villa San Carlos         | Berisso           | Genacio Sálice             | 4000      |

|  |

### Distribución geográfica de los equipos
| Región                                   | Cant. | Equipos |
| ---------------------------------------- | ----- | --- |
| Conurbano bonaerense                     | 7     | Argentino de Merlo, Berazategui, Deportivo Laferrere, El Porvenir, Fénix, Justo José de Urquiza y San Miguel |
| Interior de la provincia de Buenos Aires | 6     | Barracas Bolívar, Cañuelas, Defensores Unidos, Leandro N. Alem, Luján y Villa Dálmine                        |
| Ciudad de Buenos Aires                   | 4     | Barracas Central, Excursionistas, General Lamadrid y Sacachispas                                             |
| Gran La Plata                            | 2     | Defensores de Cambaceres y Villa San Carlos                                                                  |
| Ciudad de Rosario                        | 1     | Argentino |

## Formato

### Competición
Se disputó un torneo de 38 fechas por el sistema de todos contra todos, ida y vuelta.

### Ascensos
El equipo que más puntos obtuvo se consagró campeón y ascendió directamente. Los equipos ubicados entre el segundo y el noveno puesto de la tabla de posiciones final clasificaron al Torneo reducido, cuyo ganador disputó la promoción contra un equipo de la Primera B.

### Descensos
El promedio se calculó con los puntos obtenidos en la fase regular de los torneos de 2006-07, 2007-08 y 2008-09. El equipo que ocupó el último lugar de la tabla de promedios descendió a la Primera D, mientras que el anteúltimo disputó una promoción contra un equipo de esa categoría.

## Tabla de posiciones final
| Pos | Equipo               | Pts | PJ | PG | PE | PP | GF | GC | Dif |
| --- | -------------------- | --- | -- | -- | -- | -- | -- | -- | --- |
| 1   | Villa San Carlos     | 73  | 38 | 21 | 10 | 7  | 55 | 32 | +23 |
| 2   | Berazategui          | 68  | 38 | 20 | 8  | 10 | 54 | 26 | +28 |
| 3   | Excursionistas       | 68  | 38 | 19 | 11 | 8  | 51 | 28 | +23 |
| 4   | Villa Dálmine        | 66  | 38 | 18 | 12 | 8  | 48 | 31 | +17 |
| 5   | J.J. Urquiza         | 58  | 38 | 15 | 13 | 10 | 55 | 40 | +15 |
| 6   | Deportivo Laferrere  | 57  | 38 | 14 | 15 | 9  | 46 | 38 | +8  |
| 7   | Leandro N. Alem      | 56  | 38 | 14 | 14 | 10 | 45 | 33 | +12 |
| 8   | General Lamadrid     | 56  | 38 | 16 | 8  | 14 | 43 | 42 | +1  |
| 9   | Argentino de Rosario | 55  | 38 | 14 | 13 | 11 | 51 | 43 | +8  |
| 10  | Barracas Central     | 51  | 38 | 12 | 15 | 11 | 46 | 40 | +6  |
| 11  | Def. de Cambaceres   | 50  | 38 | 12 | 14 | 12 | 47 | 52 | -5  |
| 12  | Luján                | 46  | 38 | 11 | 13 | 14 | 32 | 44 | -12 |
| 13  | Defensores Unidos    | 45  | 38 | 11 | 12 | 15 | 43 | 46 | -3  |
| 14  | El Porvenir          | 45  | 38 | 8  | 21 | 9  | 36 | 41 | -5  |
| 15  | Argentino de Merlo   | 45  | 38 | 11 | 12 | 15 | 45 | 51 | -6  |
| 16  | Sacachispas          | 40  | 38 | 8  | 16 | 14 | 29 | 44 | -15 |
| 17  | San Miguel           | 38  | 38 | 8  | 14 | 16 | 36 | 45 | -9  |
| 18  | Fénix                | 35  | 38 | 7  | 14 | 17 | 32 | 57 | -25 |
| 19  | Barracas Bolívar     | 33  | 38 | 8  | 9  | 21 | 31 | 58 | -27 |
| 20  | Cañuelas             | 25  | 38 | 3  | 16 | 19 | 23 | 57 | -34 |

|  | Asciende directamente a la Primera B.               |
|  | Participan del reducido por el ascenso a Primera B. |
|  | Ganador del reducido.                               |

## Tabla de descenso
| Pos. | Equipo               | PJ  | 2005-06 | 2006-07 | 2007-08 | Total | Promedio |
| ---- | -------------------- | --- | ------- | ------- | ------- | ----- | -------- |
| 1    | Berazategui          | 38  | 0       | 0       | 68      | 68    | 1,789    |
| 2    | Deportivo Laferrere  | 114 | 57      | 65      | 57      | 179   | 1,570    |
| 3    | Barracas Central     | 114 | 64      | 62      | 61      | 177   | 1,553    |
| 4    | Villa San Carlos     | 114 | 48      | 56      | 73      | 177   | 1,553    |
| 5    | J.J. Urquiza         | 114 | 72      | 43      | 58      | 173   | 1,518    |
| 6    | Leandro N. Alem      | 76  | 0       | 58      | 56      | 114   | 1,500    |
| 7    | Luján                | 114 | 53      | 65      | 46      | 164   | 1,438    |
| 8    | Villa Dálmine        | 114 | 53      | 41      | 66      | 160   | 1,404    |
| 9    | El Porvenir          | 76  | 0       | 60      | 45      | 105   | 1,381    |
| 10   | Fénix                | 114 | 50      | 70      | 35      | 155   | 1,360    |
| 11   | Def. de Cambaceres   | 38  | 0       | 0       | 50      | 50    | 1,316    |
| 12   | General Lamadrid     | 114 | 53      | 40      | 56      | 149   | 1,307    |
| 13   | Argentino de Merlo   | 114 | 42      | 58      | 45      | 145   | 1,272    |
| 14   | Sacachispas          | 114 | 54      | 51      | 40      | 145   | 1,272    |
| 15   | Excursionistas       | 114 | 30      | 44      | 68      | 142   | 1,246    |
| 16   | Argentino de Rosario | 114 | 55      | 26      | 55      | 136   | 1,193    |
| 17   | Barracas Bolívar     | 114 | 54      | 49      | 33      | 136   | 1,193    |
| 18   | San Miguel           | 114 | 43      | 55      | 38      | 136   | 1,193    |
| 19   | Defensores Unidos    | 38  | 0       | 0       | 45      | 45    | 1,184    |
| 20   | Cañuelas             | 114 | 42      | 42      | 25      | 109   | 0,956    |

|  | Participa de la Promoción por el descenso a la Primera D. |
|  | Desciende directamente a la Primera D.                    |

## Resultados
| Cañuelas          | 0 - 0 | J. J. Urquiza       |
| Defensores Unidos | 2 - 3 | General Lamadrid    |
| Argentino (R)     | 0 - 0 | San Miguel          |
| Lujan             | 1 - 1 | Cambaceres          |
| Sacachispas       | 0 - 0 | El Porvenir         |
| Villa San Carlos  | 1 - 2 | Leandro N. Alem     |
| Fénix             | 0 - 1 | Barracas Bolívar    |
| Excursionistas    | 1 - 0 | Villa Dalmine       |
| Argentino (M)     | 0 - 1 | Deportivo Laferrere |
| Berazategui       | 0 - 0 | Barracas Central    |

| Villa Dalmine       | 3 - 0 | Fénix             |
| Barracas Bolívar    | 0 - 2 | Villa San Carlos  |
| Barracas Central    | 2 - 2 | Lujan             |
| General Lamadrid    | 1 - 0 | J.J. de Urquiza   |
| Deportivo Laferrere | 2 - 0 | Excursionistas    |
| El Porvenir         | 1 - 1 | Berazategui       |
| Argentino (M)       | 2 - 2 | Cañuelas          |
| Leandro N. Alem     | 0 - 0 | Sacachispas       |
| Cambaceres          | 0 - 1 | Argentino (R)     |
| San Miguel          | 1 - 3 | Defensores Unidos |

| Cañuelas          | 1 - 1 | General Lamadrid    |
| J.J. de Urquiza   | 1 - 0 | San Miguel          |
| Argentino (R)     | 1 - 1 | Barracas Central    |
| Berazategui       | 2 - 2 | Leandro N. Alem     |
| Sacachispas       | 1 - 0 | Barracas Bolívar    |
| Villa San Carlos  | 1 - 1 | Villa Dalmine       |
| Fénix             | 1 - 2 | Deportivo Laferrere |
| Defensores Unidos | 0 - 1 | Cambaceres          |
| Lujan             | 2 - 0 | El Porvenir         |
| Excursionistas    | 0 - 0 | Argentino (M)       |

| Argentino (M)       | 1 - 2 | Fénix             |
| Villa Dalmine       | 0 - 1 | Sacachispas       |
| Barracas Bolívar    | 1 - 0 | Berazategui       |
| Barracas Central    | 2 - 0 | Defensores Unidos |
| Cambaceres          | 0 - 3 | J. J. Urquiza     |
| Deportivo Laferrere | 1 - 2 | Villa San Carlos  |
| Excursionistas      | 2 - 1 | Cañuelas          |
| Leandro N. Alem     | 0 - 0 | Lujan             |
| El Porvenir         | 1 - 1 | Argentino (R)     |
| San Miguel          | 3 - 1 | General Lamadrid  |

| Cañuelas          | 0 - 0 | San Miguel          |
| General Lamadrid  | 0 - 0 | Cambaceres          |
| J. J. Urquiza     | 1 - 0 | Barracas Central    |
| Argentino (R)     | 1 - 0 | Leandro N. Alem     |
| Lujan             | 1 - 0 | Barracas Bolívar    |
| Berazategui       | 1 - 1 | Villa Dalmine       |
| Sacachispas       | 0 - 0 | Deportivo Laferrere |
| Villa San Carlos  | 1 - 0 | Argentino (M)       |
| Fénix             | 1 - 1 | Excursionistas      |
| Defensores Unidos | 3 - 3 | El Porvenir         |

| El Porvenir         | 0 - 0 | J. J. Urquiza     |
| Deportivo Laferrere | 0 - 2 | Berazategui       |
| Leandro N. Alem     | 1 - 1 | Defensores Unidos |
| Villa Dalmine       | 4 - 2 | Lujan             |
| Barracas Central    | 3 - 0 | General Lamadrid  |
| Fénix               | 0 - 0 | Cañuelas          |
| Excursionistas      | 3 - 2 | Villa San Carlos  |
| Argentino (M)       | 2 - 3 | Sacachispas       |
| Barracas Bolívar    | 4 - 2 | Argentino (R)     |
| Cambaceres          | 1 - 0 | San Miguel        |

| Berazategui       | 3 - 1 | Argentino (M)       |
| Cañuelas          | 2 - 1 | Cambaceres          |
| San Miguel        | 1 - 1 | Barracas Central    |
| General Lamadrid  | 2 - 2 | El Porvenir         |
| J. J. Urquiza     | 3 - 0 | Leandro N. Alem     |
| Defensores Unidos | 2 - 1 | Barracas Bolívar    |
| Argentino (R)     | 1 - 0 | Villa Dalmine       |
| Lujan             | 1 - 1 | Deportivo Laferrere |
| Sacachispas       | 0 - 1 | Excursionistas      |
| Villa San Carlos  | 1 - 1 | Fénix               |

| Villa San Carlos    | 2 - 1 | Cañuelas          |
| Fénix               | 2 - 1 | Sacachispas       |
| Barracas Bolívar    | 1 - 1 | J. J. Urquiza     |
| Barracas Central    | 2 - 3 | Cambaceres        |
| Excursionistas      | 1 - 0 | Berazategui       |
| Argentino (M)       | 1 - 0 | Lujan             |
| Deportivo Laferrere | 0 - 2 | Argentino (R)     |
| Leandro N. Alem     | 1 - 0 | General Lamadrid  |
| El Porvenir         | 4 - 2 | San Miguel        |
| Villa Dalmine       | 1 - 1 | Defensores Unidos |

| Berazategui       | 3 - 1 | Fénix               |
| Cambaceres        | 0 - 0 | El Porvenir         |
| General Lamadrid  | 3 - 1 | Barracas Bolívar    |
| J. J. Urquiza     | 2 - 0 | Villa Dalmine       |
| Argentino (R)     | 1 - 1 | Argentino (M)       |
| Cañuelas          | 1 - 1 | Barracas Central    |
| Sacachispas       | 1 - 1 | Villa San Carlos    |
| San Miguel        | 0 - 0 | Leandro N. Alem     |
| Defensores Unidos | 0 - 0 | Deportivo Laferrere |
| Lujan             | 0 - 3 | Excursionistas      |

| Villa San Carlos    | 0 - 2 | Berazategui       |
| Villa Dalmine       | 0 - 1 | General Lamadrid  |
| Barracas Bolívar    | 1 - 1 | San Miguel        |
| Deportivo Laferrere | 3 - 3 | J. J. Urquiza     |
| Sacachispas         | 1 - 1 | Cañuelas          |
| Excursionistas      | 2 - 2 | Argentino (R)     |
| El Porvenir         | 1 - 0 | Barracas Central  |
| Fénix               | 0 - 0 | Lujan             |
| Argentino (M)       | 2 - 2 | Defensores Unidos |
| Leandro N. Alem     | 1 - 1 | Cambaceres        |

| Berazategui       | 1 - 0 | Sacachispas         |
| Defensores Unidos | 1 - 2 | Excursionistas      |
| Cañuelas          | 2 - 1 | El Porvenir         |
| Barracas Central  | 0 - 1 | Leandro N. Alem     |
| Cambaceres        | 3 - 1 | Barracas Bolívar    |
| San Miguel        | 0 - 0 | Villa Dalmine       |
| General Lamadrid  | 0 - 1 | Deportivo Laferrere |
| J. J. Urquiza     | 4 - 2 | Argentino (M)       |
| Argentino (R)     | 4 - 1 | Fénix               |
| Lujan             | 1 - 2 | Villa San Carlos    |

| Berazategui         | 3 - 0 | Cañuelas          |
| Villa San Carlos    | 4 - 0 | Argentino (R)     |
| Fénix               | 0 - 2 | Defensores Unidos |
| Argentino (M)       | 2 - 3 | General Lamadrid  |
| Villa Dalmine       | 2 - 0 | Cambaceres        |
| Barracas Bolívar    | 0 - 2 | Barracas Central  |
| Deportivo Laferrere | 3 - 1 | San Miguel        |
| Leandro N. Alem     | 0 - 0 | El Porvenir       |
| Sacachispas         | 0 - 1 | Lujan             |
| Excursionistas      | 1 - 2 | J. J. Urquiza     |

| San Miguel        | 3 - 0 | Argentino (M)       |
| El Porvenir       | 2 - 0 | Barracas Bolívar    |
| Cañuelas          | 0 - 2 | Leandro N. Alem     |
| Barracas Central  | 2 - 2 | Villa Dalmine       |
| Cambaceres        | 0 - 0 | Deportivo Laferrere |
| General Lamadrid  | 1 - 1 | Excursionistas      |
| Argentino (R)     | 0 - 0 | Sacachispas         |
| J. J. Urquiza     | 3 - 0 | Fénix               |
| Defensores Unidos | 0 - 2 | Villa San Carlos    |
| Lujan             | 0 - 2 | Berazategui         |

| Lujan               | 2 - 1 | Cañuelas          |
| Villa San Carlos    | 1 - 1 | J. J. Urquiza     |
| Fénix               | 1 - 0 | General Lamadrid  |
| Villa Dalmine       | 2 - 0 | El Porvenir       |
| Barracas Bolívar    | 0 - 2 | Leandro N. Alem   |
| Excursionistas      | 1 - 0 | San Miguel        |
| Deportivo Laferrere | 3 - 1 | Barracas Central  |
| Sacachispas         | 1 - 1 | Defensores Unidos |
| Argentino (M)       | 2 - 3 | Cambaceres        |
| Berazategui         | 3 - 0 | Argentino (R)     |

| Cambaceres        | 1 - 1 | Excursionistas      |
| Leandro N. Alem   | 2 - 4 | Villa Dalmine       |
| El Porvenir       | 1 - 0 | Deportivo Laferrere |
| Barracas Central  | 1 - 1 | Argentino (M)       |
| San Miguel        | 1 - 0 | Fénix               |
| General Lamadrid  | 0 - 1 | Villa San Carlos    |
| J. J. Urquiza     | 0 - 0 | Sacachispas         |
| Argentino (R)     | 1 - 1 | Lujan               |
| Defensores Unidos | 0 - 0 | Berazategui         |
| Cañuelas          | 0 - 1 | Barracas Bolívar    |

| Argentino (R)       | 1 - 1 | Cañuelas          |
| Lujan               | 1 - 0 | Defensores Unidos |
| Sacachispas         | 0 - 4 | General Lamadrid  |
| Villa San Carlos    | 1 - 1 | San Miguel        |
| Fénix               | 2 - 0 | Cambaceres        |
| Villa Dalmine       | 1 - 0 | Barracas Bolívar  |
| Excursionistas      | 0 - 1 | Barracas Central  |
| Deportivo Laferrere | 1 - 3 | Leandro N. Alem   |
| Berazategui         | 2 - 0 | J. J. Urquiza     |
| Argentino (M)       | 1 - 1 | El Porvenir       |

| Cañuelas          | 0 - 2 | Villa Dalmine       |
| Barracas Central  | 1 - 1 | Fénix               |
| General Lamadrid  | 1 - 1 | Berazategui         |
| J. J. Urquiza     | 3 - 0 | Lujan               |
| Defensores Unidos | 0 - 2 | Argentino (R)       |
| Barracas Bolívar  | 0 - 1 | Deportivo Laferrere |
| Leandro N. Alem   | 3 - 4 | Argentino (M)       |
| El Porvenir       | 0 - 0 | Excursionistas      |
| San Miguel        | 0 - 0 | Sacachispas         |
| Cambaceres        | 2 - 2 | Villa San Carlos    |

| Argentino (R)       | 1 - 1 | J. J. Urquiza    |
| Lujan               | 1 - 0 | General Lamadrid |
| Sacachispas         | 2 - 5 | Cambaceres       |
| Villa San Carlos    | 1 - 1 | Barracas Central |
| Fénix               | 0 - 0 | El Porvenir      |
| Argentino (M)       | 1 - 1 | Barracas Bolívar |
| Deportivo Laferrere | 1 - 1 | Villa Dalmine    |
| Berazategui         | 2 - 0 | San Miguel       |
| Defensores Unidos   | 2 - 0 | Cañuelas         |
| Excursionistas      | 0 - 0 | Leandro N. Alem  |

| Cañuelas         | 2 - 3 | Deportivo Laferrere |
| Villa Dalmine    | 2 - 1 | Argentino (M)       |
| Barracas Central | 2 - 0 | Sacachispas         |
| San Miguel       | 2 - 0 | Lujan               |
| General Lamadrid | 0 - 0 | Argentino (R)       |
| J. J. Urquiza    | 1 - 0 | Defensores Unidos   |
| Barracas Bolívar | 1 - 2 | Excursionistas      |
| Leandro N. Alem  | 5 - 0 | Fénix               |
| El Porvenir      | 1 - 1 | Villa San Carlos    |
| Cambaceres       | 1 - 3 | Berazategui         |

| Villa Dalmine       | 2 - 0 | Excursionistas    |
| Deportivo Laferrere | 0 - 0 | Argentino (M)     |
| J. J. Urquiza       | 2 - 0 | Cañuelas          |
| General Lamadrid    | 0 - 1 | Defensores Unidos |
| San Miguel          | 3 - 0 | Argentino (R)     |
| Cambaceres          | 1 - 0 | Lujan             |
| Barracas Central    | 2 - 1 | Berazategui       |
| El Porvenir         | 2 - 2 | Sacachispas       |
| Leandro N. Alem     | 3 - 0 | Villa San Carlos  |
| Barracas Bolívar    | 1 - 1 | Fénix             |

| Lujan             | 0 - 0 | Barracas Central    |
| Defensores Unidos | 2 - 1 | San Miguel          |
| J. J. Urquiza     | 0 - 1 | General Lamadrid    |
| Fénix             | 2 - 2 | Villa Dalmine       |
| Excursionistas    | 1 - 0 | Deportivo Laferrere |
| Sacachispas       | 0 - 0 | Leandro N. Alem     |
| Argentino (R)     | 1 - 2 | Cambaceres          |
| Cañuelas          | 0 - 2 | Argentino (M)       |
| Villa San Carlos  | 2 - 0 | Barracas Bolívar    |
| Berazategui       | 4 - 1 | El Porvenir         |

| General Lamadrid    | 2 - 0 | Cañuelas          |
| Barracas Central    | 3 - 1 | Argentino (R)     |
| El Porvenir         | 1 - 1 | Lujan             |
| Barracas Bolívar    | 0 - 0 | Sacachispas       |
| San Miguel          | 1 - 3 | J. J. Urquiza     |
| Leandro N. Alem     | 1 - 0 | Berazategui       |
| Villa Dalmine       | 1 - 0 | Villa San Carlos  |
| Deportivo Laferrere | 5 - 2 | Fénix             |
| Argentino (M)       | 0 - 2 | Excursionistas    |
| Cambaceres          | 1 - 3 | Defensores Unidos |

| Sacachispas       | 0 - 1 | Villa Dalmine       |
| Argentino (R)     | 1 - 0 | El Porvenir         |
| General Lamadrid  | 0 - 1 | San Miguel          |
| Cañuelas          | 0 - 6 | Excursionistas      |
| Defensores Unidos | 3 - 2 | Barracas Central    |
| J. J. Urquiza     | 1 - 1 | Cambaceres          |
| Villa San Carlos  | 3 - 1 | Deportivo Laferrere |
| Berazategui       | 0 - 2 | Barracas Bolívar    |
| Lujan             | 0 - 0 | Leandro N. Alem     |
| Fénix             | 2 - 2 | Argentino (M)       |

| San Miguel          | 1 - 1 | Cañuelas          |
| Leandro N. Alem     | 1 - 2 | Argentino (R)     |
| Cambaceres          | 1 - 0 | General Lamadrid  |
| El Porvenir         | 1 - 0 | Defensores Unidos |
| Villa Dalmine       | 1 - 0 | Berazategui       |
| Argentino (M)       | 0 - 1 | Villa San Carlos  |
| Excursionistas      | 1 - 0 | Fénix             |
| Barracas Bolívar    | 0 - 2 | Lujan             |
| Barracas Central    | 3 - 3 | J. J. Urquiza     |
| Deportivo Laferrere | 0 - 1 | Sacachispas       |

| Cañuelas          | 1 - 1 | Fénix               |
| Sacachispas       | 1 - 1 | Argentino (M)       |
| Lujan             | 0 - 2 | Villa Dalmine       |
| Defensores Unidos | 1 - 1 | Leandro N. Alem     |
| J. J. Urquiza     | 2 - 0 | El Porvenir         |
| General Lamadrid  | 2 - 1 | Barracas Central    |
| San Miguel        | 3 - 1 | Cambaceres          |
| Villa San Carlos  | 2 - 0 | Excursionistas      |
| Argentino (R)     | 2 - 2 | Barracas Bolívar    |
| Berazategui       | 0 - 1 | Deportivo Laferrere |

| Barracas Central    | 2 - 1 | San Miguel        |
| El Porvenir         | 2 - 2 | General Lamadrid  |
| Leandro N. Alem     | 3 - 2 | J. J. Urquiza     |
| Argentino (M)       | 0 - 1 | Berazategui       |
| Excursionistas      | 4 - 1 | Sacachispas       |
| Barracas Bolívar    | 1 - 1 | Defensores Unidos |
| Villa Dalmine       | 2 - 1 | Argentino (R)     |
| Deportivo Laferrere | 0 - 1 | Lujan             |
| Fénix               | 1 - 3 | Villa San Carlos  |
| Cambaceres          | 3 - 1 | Cañuelas          |

| Cañuelas          | 0 - 1 | Villa San Carlos    |
| Argentino (R)     | 1 - 2 | Deportivo Laferrere |
| J. J. Urquiza     | 3 - 0 | Barracas Bolívar    |
| General Lamadrid  | 2 - 1 | Leandro N. Alem     |
| Sacachispas       | 4 - 1 | Fénix               |
| Lujan             | 1 - 1 | Argentino (M)       |
| San Miguel        | 2 - 0 | El Porvenir         |
| Cambaceres        | 2 - 3 | Barracas Central    |
| Berazategui       | 2 - 0 | Excursionistas      |
| Defensores Unidos | 2 - 1 | Villa Dalmine       |

| Leandro N. Alem     | 1 - 0 | San Miguel        |
| El Porvenir         | 1 - 1 | Cambaceres        |
| Excursionistas      | 2 - 0 | Lujan             |
| Barracas Central    | 2 - 2 | Cañuelas          |
| Villa Dalmine       | 2 - 1 | J. J. Urquiza     |
| Argentino (M)       | 2 - 1 | Argentino (R)     |
| Fénix               | 0 - 1 | Berazategui       |
| Barracas Bolívar    | 3 - 0 | General Lamadrid  |
| Deportivo Laferrere | 1 - 1 | Defensores Unidos |
| Villa San Carlos    | 1 - 0 | Sacachispas       |

| Cañuelas          | 0 - 0 | Sacachispas         |
| Lujan             | 0 - 2 | Fénix               |
| Argentino (R)     | 1 - 1 | Excursionistas      |
| J. J. Urquiza     | 2 - 2 | Deportivo Laferrere |
| General Lamadrid  | 1 - 0 | Villa Dalmine       |
| San Miguel        | 1 - 3 | Barracas Bolívar    |
| Cambaceres        | 1 - 0 | Leandro N. Alem     |
| Barracas Central  | 0 - 1 | El Porvenir         |
| Berazategui       | 2 - 0 | Villa San Carlos    |
| Defensores Unidos | 0 - 1 | Argentino (M)       |

| Villa Dalmine       | 2 - 2 | San Miguel        |
| Leandro N. Alem     | 0 - 1 | Barracas Central  |
| Barracas Bolívar    | 2 - 2 | Cambaceres        |
| Deportivo Laferrere | 1 - 1 | General Lamadrid  |
| Argentino (M)       | 1 - 1 | J. J. Urquiza     |
| Fénix               | 0 - 3 | Argentino (R)     |
| El Porvenir         | 0 - 0 | Cañuelas          |
| Sacachispas         | 2 - 0 | Berazategui       |
| Excursionistas      | 0 - 0 | Defensores Unidos |
| Villa San Carlos    | 3 - 1 | Lujan             |

| San Miguel        | 1 - 2 | Deportivo Laferrere |
| Cambaceres        | 1 - 1 | Villa Dalmine       |
| El Porvenir       | 2 - 2 | Leandro N. Alem     |
| Cañuelas          | 0 - 0 | Berazategui         |
| Argentino (R)     | 0 - 1 | Villa San Carlos    |
| General Lamadrid  | 1 - 0 | Argentino (M)       |
| Barracas Central  | 0 - 0 | Barracas Bolívar    |
| Lujan             | 1 - 1 | Sacachispas         |
| Defensores Unidos | 0 - 0 | Fénix               |
| J. J. Urquiza     | 1 - 0 | Excursionistas      |

| Leandro N. Alem     | 2 - 0 | Cañuelas          |
| Barracas Bolívar    | 0 - 3 | El Porvenir       |
| Villa Dalmine       | 1 - 1 | Barracas Central  |
| Excursionistas      | 2 - 1 | General Lamadrid  |
| Fénix               | 1 - 1 | J. J. Urquiza     |
| Sacachispas         | 0 - 3 | Argentino (R)     |
| Deportivo Laferrere | 1 - 1 | Cambaceres        |
| Argentino (M)       | 1 - 0 | San Miguel        |
| Villa San Carlos    | 1 - 0 | Defensores Unidos |
| Berazategui         | 1 - 2 | Lujan             |

| El Porvenir       | 0 - 0 | Villa Dalmine       |
| Cañuelas          | 0 - 0 | Lujan               |
| Argentino (R)     | 1 - 0 | Berazategui         |
| General Lamadrid  | 1 - 0 | Fénix               |
| Barracas Central  | 0 - 1 | Deportivo Laferrere |
| Leandro N. Alem   | 2 - 0 | Barracas Bolívar    |
| Defensores Unidos | 4 - 0 | Sacachispas         |
| J. J. Urquiza     | 0 - 2 | Villa San Carlos    |
| San Miguel        | 1 - 1 | Excursionistas      |
| Cambaceres        | 1 - 2 | Argentino (M)       |

| Deportivo Laferrere | 0 - 0 | El Porvenir       |
| Barracas Bolívar    | 2 - 1 | Cañuelas          |
| Villa Dalmine       | 1 - 0 | Leandro N. Alem   |
| Argentino (M)       | 1 - 0 | Barracas Central  |
| Excursionistas      | 2 - 0 | Cambaceres        |
| Fénix               | 2 - 0 | San Miguel        |
| Sacachispas         | 3 - 0 | J. J. Urquiza     |
| Lujan               | 1 - 3 | Argentino (R)     |
| Villa San Carlos    | 2 - 1 | General Lamadrid  |
| Berazategui         | 2 - 0 | Defensores Unidos |

| Cañuelas          | 0 - 4 | Argentino (R)       |
| Defensores Unidos | 1 - 2 | Lujan               |
| General Lamadrid  | 3 - 1 | Sacachispas         |
| Cambaceres        | 2 - 2 | Fénix               |
| Barracas Central  | 1 - 0 | Excursionistas      |
| Barracas Bolívar  | 0 - 1 | Villa Dalmine       |
| Leandro N. Alem   | 1 - 1 | Deportivo Laferrere |
| San Miguel        | 0 - 3 | Villa San Carlos    |
| El Porvenir       | 3 - 2 | Argentino (M)       |
| J. J. Urquiza     | 1 - 2 | Berazategui         |

| Excursionistas      | 2 - 0 | El Porvenir       |
| Sacachispas         | 0 - 0 | San Miguel        |
| Argentino (R)       | 3 - 0 | Defensores Unidos |
| Villa Dalmine       | 1 - 0 | Cañuelas          |
| Argentino (M)       | 1 - 0 | Leandro N. Alem   |
| Fénix               | 0 - 0 | Barracas Central  |
| Lujan               | 3 - 1 | J. J. Urquiza     |
| Deportivo Laferrere | 4 - 1 | Barracas Bolívar  |
| Villa San Carlos    | 1 - 1 | Cambaceres        |
| Berazategui         | 3 - 0 | General Lamadrid  |

| General Lamadrid | 1 - 0 | Lujan               |
| Barracas Central | 1 - 0 | Villa San Carlos    |
| Barracas Bolívar | 0 - 2 | Argentino (M)       |
| Cañuelas         | 2 - 1 | Defensores Unidos   |
| J. J. Urquiza    | 0 - 0 | Argentino (R)       |
| Cambaceres       | 1 - 0 | Sacachispas         |
| San Miguel       | 1 - 1 | Berazategui         |
| El Porvenir      | 0 - 2 | Fénix               |
| Leandro N. Alem  | 1 - 1 | Excursionistas      |
| Villa Dalmine    | 1 - 1 | Deportivo Laferrere |

| Deportivo Laferrere | 0 - 0 | Cañuelas         |
| Argentino (M)       | 2 - 0 | Villa Dalmine    |
| Fénix               | 0 - 1 | Leandro N. Alem  |
| Sacachispas         | 2 - 1 | Barracas Central |
| Berazategui         | 3 - 1 | Cambaceres       |
| Lujan               | 1 - 1 | San Miguel       |
| Argentino (R)       | 2 - 3 | General Lamadrid |
| Defensores Unidos   | 3 - 2 | J. J. Urquiza    |
| Excursionistas      | 4 - 0 | Barracas Bolívar |
| Villa San Carlos    | 1 - 1 | El Porvenir      |

## Torneo reducido
Lo jugaron los equipos ubicados entre el segundo y el noveno puesto de la tabla final de posiciones. El ganador clasificó para disputar una promoción con el penúltimo equipo de la Primera B. Los Cuartos de final se jugaron a un solo partido, mientras que las semifinales y la final, fueron partidos de ida y vuelta.

### Cuadro de desarrollo
|  | Cuartos de final     | Cuartos de final | Cuartos de final |                |   | Semifinales      | Semifinales      | Semifinales      |  |  | Final                | Final                | Final                |
|  | 4 de junio           | 4 de junio       | 4 de junio       |                |   | 7 al 11 de junio | 7 al 11 de junio | 7 al 11 de junio |  |  | del 14 y 20 de junio | del 14 y 20 de junio | del 14 y 20 de junio |
|  |                      |                  |                  |                |   |                  |                  |                  |  |  |                      |                      |                      |
|  | Berazategui          | 5                |                  |                |   |                  |                  |                  |  |  |                      |                      |                      |
|  | Argentino de Rosario | 2                |                  |                |   |                  |                  |                  |  |  |                      |                      |                      |
|  | Argentino de Rosario | 2                |                  | Berazategui    | 1 | 2                |                  |                  |  |  |                      |                      |                      |
|  |                      |                  |                  | Berazategui    | 1 | 2                |                  |                  |  |  |                      |                      |                      |
|  |                      | J.J. Urquiza     | 0                | 2              |   |                  |                  |                  |  |  |                      |                      |                      |
|  | J.J. Urquiza         | J.J. Urquiza     | 0                | 2              | 1 |                  |                  |                  |  |  |                      |                      |                      |
|  | J.J. Urquiza         |                  |                  |                | 1 |                  |                  |                  |  |  |                      |                      |                      |
|  | Deportivo Laferrere  | 1                |                  |                |   |                  |                  |                  |  |  |                      |                      |                      |
|  |                      |                  |                  |                |   |                  |                  |                  |  |  | Berazategui          | 0                    | 1                    |
|  |                      |                  | Excursionistas   | 1              | 0 |                  |                  |                  |  |  |                      |                      |                      |
|  | Excursionistas       | 4                |                  |                |   |                  |                  |                  |  |  |                      |                      |                      |
|  | General Lamadrid     | 1                |                  |                |   |                  |                  |                  |  |  |                      |                      |                      |
|  | General Lamadrid     | 1                |                  | Excursionistas | 0 | 3                |                  |                  |  |  |                      |                      |                      |
|  |                      |                  |                  | Excursionistas | 0 | 3                |                  |                  |  |  |                      |                      |                      |
|  |                      | Villa Dálmine    | 0                | 0              |   |                  |                  |                  |  |  |                      |                      |                      |
|  | Villa Dálmine        | Villa Dálmine    | 0                | 0              | 1 |                  |                  |                  |  |  |                      |                      |                      |
|  | Villa Dálmine        |                  |                  |                | 1 |                  |                  |                  |  |  |                      |                      |                      |
|  | Leandro N. Alem      | 1                |                  |                |   |                  |                  |                  |  |  |                      |                      |                      |

## Promociones

### Primera C-Primera D
Se definió entre el penúltimo promedio de la tabla de descenso y el campeón del Torneo reducido de la Primera D, Deportivo Riestra, en partidos de ida y vuelta.
| Deportivo Riestra                                              | 3 - 2 | Defensores Unidos | Guillermo Laza       | 24 de junio | 15:00 |
| Defensores Unidos                                              | 1 - 0 | Deportivo Riestra | Gigante de Villa Fox | 30 de junio | 15:00 |
| Defensores Unidos mantuvo la categoría con un global de 3 - 3. |       |                   |                      |             |       |

### Primera B-Primera C
Se definió entre San Telmo (penúltimo del promedio de la Primera B y el ganador del Torneo reducido, en partidos de ida y vuelta.
| Berazategui                                            | 0 - 0 | San Telmo   | Centenario         | 24 de junio | 15:00 |
| San Telmo                                              | 0 - 0 | Berazategui | Don León Kolbowsky | 30 de junio | 15:00 |
| San Telmo mantuvo la categoría con un global de 0 - 0. |       |             |                    |             |       |

## Goleadores
| Jugador          | Equipo       | Goles |
| ---------------- | ------------ | ----- |
| Gustavo Pastor   | Berazategui  | 22    |
| Javier Velázquez | Def. Unidos  | 20    |
| Diego Toledo     | J.J. Urquiza | 20    |

- Fuente: Diario Ole. Actualizada el 1 de julio de 2009.[14]